# Esperiopsis villosa
Esperiopsis villosa är en svampdjursart som först beskrevs av Carter 1874.  Esperiopsis villosa ingår i släktet Esperiopsis och familjen Esperiopsidae. Inga underarter finns listade i Catalogue of Life.